# Uracis reducta
Uracis reducta is een libellensoort uit de familie van de korenbouten (Libellulidae), onderorde echte libellen (Anisoptera).
De wetenschappelijke naam Uracis reducta is voor het eerst geldig gepubliceerd in 1946 door Fraser.